# Setantops meruensis
Setantops meruensis är en stekelart som beskrevs av Heinrich 1968. Setantops meruensis ingår i släktet Setantops och familjen brokparasitsteklar. Inga underarter finns listade i Catalogue of Life.